# Rhizoplagiodontia lemkei
Rhizoplagiodontia lemkei é uma espécie de roedor da família Capromyidae. É a única espécie do gênero Rhizoplagiodontia. Era endêmica da ilha de Hispaniola, sendo seus restos subfósseis apenas encontrados no sudoeste do Haiti, no Maciço de Hotte.